# Мескита
Мески́та (исп. mezquita — «мечеть»), или Ко́рдовская соборная мечеть — римско-католический собор (в прошлом — мечеть), расположенный в андалусском городе Кордова. В Средневековье была второй по величине мечетью в мире. Является, возможно, самым замечательным памятником династии Омейядов. После испанской Реконкисты была преобразована в церковь, а некоторые детали интерьера, вроде колонн и арок, были стилистически заменены на византийский лад.

## История
Строительство Мескиты началось приблизительно в 600 году. Строилась она как вестготская церковь Викентия Сарагосского. Позже стала мечетью (первоначально «Мечеть Аль-Джама»), переделывалась, потом снова стала мечетью. Первоначальное здание не сохранилось до наших дней: в 711 году оно было разрушено.
В 784 году Абд ар-Рахман I построил мечеть в почитание своей жены. Земля была выкуплена эмиром у предыдущих владельцев. Мечеть входила в часть покоев его дворца. Около 844 года мечеть подверглась нападению викингов и вскоре была ими же разорена.
Несколько версий были предложены, чтобы объяснить неправильную ориентацию мечети. Часть учёных предполагают, что михраб ориентирован на юг потому, что структура мечети заимствована у более древних сооружений римлян и вестготов. Другие утверждают, что михраб ориентирован на столицу империи Омейядов — Дамаск.
Мечеть подверглась многочисленным последующим изменениям: Абд ар-Рахман III построил новый минарет, в то время как Ал-Хакам II в 961 году увеличил площадь здания и обогатил михраб. Последние из реконструкций были выполнены Аль-Мансуром Ибн Аби Аамиром в 987 году.
Это была самая великолепная из более чем 1 000 мечетей в городе. По сути, каждая завоевательная волна добавляла что-то своё к общей архитектуре строения. Здание известно своими гигантскими арками с более чем тысячей колонн из яшмы, оникса, мрамора и гранита. Они были сделаны из частей римского храма, который существовал на этом месте ранее, так же как и другие разрушенные римские здания. Двойные арки были новым решением в архитектуре. Они помогали поддерживать огромный вес более высоких потолков. Двойные арки состоят из более низкой арочной подковы и верхней полукруглой арки. Мескита также богато украшена позолоченными молитвенными нишами. Расположенный в центре купол усыпан красивыми синими плитками в форме звёзд. Михраб — шедевр архитектурного искусства.
В 1236 году Кордова была завоёвана королём Фердинандом III Кастильским, и мечеть была превращена в церковь. Последующие испанские короли продолжали вносить изменения в структуру мечети.

## Мескита в искусстве
Генрих Гейне посвятил собору и Аль-Мансуру стихотворение «Альманзор». Американский художник-ориенталист Эдвин Лорд Уикс (1849—1903), побывавший в Кордове в 1880 году, заинтересовался внутренним убранством собора, посвятив ему одну из своих картин.

## Галерея

### Двери
- Postigo de la Leche.
- Puerta de los Deanes.
- Puerta de San Esteban.
- Puerta de San Miguel.
- Puerta del Espíritu Santo.
- Postigo del Palacio.
- Puerta de San Ildefonso
- Puerta del Sabat